# Harald I al Danemarcei
Harald I Gormsson  - în norvegiana veche: Haraldr blátǫnn Gormsson, în daneză: Harald Blåtand Gormsen - (n. 911 d.Hr., Danemarca, Regatul Danemarcei⁠(d) – d. 1 noiembrie 985 d.Hr., Jomsborg⁠(d), Polonia), cunoscut sub numele de Harald Dinte Albastru, a fost regele Norvegiei și Danemarcei. A fost fiul lui Gorm cel Bătrân și a soției sale, Thyra Dannebod. 
În timpul domniei sale, Harald a supravegheat reconstrucția pietrei Jelling și numeroase alte lucrări publice. Unii cred că aceste proiecte au fost o cale pentru el de a-și consolida controlul economic și militar al țării sale. Au fost construite forturi în cinci locații strategice: Trelleborg pe Sjælland, Nonnebakken pe Fyn, Fyrkat în centrul Jyllandului, Aggersborg lângă Limfjord, și un al doilea Trelleborg în apropierea orașului modern Trelleborg în Scania în,  Suedia de azi. Toate cele cinci cetăți au modele similare: perfect circulare, cu porți de deschidere pentru cele patru colțuri ale Pământului și o curte împărțită în patru zone. Un al șaselea Trelleborg similar a fost situat la Borgeby, în Scania, în jurul anului 1000.
El a construit cel mai vechi pod cunoscut în sudul Scandinaviei, de cinci metri înălțime, 760 de metri lungime, acesta fiind podul Ravninge de pe pajiștea Ravninge.
În timp a prevalat liniștit în interior, și-a întors energiile pentru inteprinderile străine. El a venit în ajutorul lui Richard de Normansia, în 945 și 963, în timp ce fiul său a cucerit Samland, iar după asasinarea regelui Harald Greycloak al Norvegiei, a reușit să-i forțeze pe oamenii acestei țări într-o subjugare temporară.
Poveștile nordice îl prezintă pe Harald într-o lumină mai negativă. El a fost forțat de două ori să i se supună prințului renegat suedez Styrbjörn cel Puternic al Jomsvikings, prima dată prin acordarea unei flote și pe fiica sa Thyra, și a doua oară prin oferirea sa ca ostatic, împreună cu încă o flotă de-a sa. Când Styrbjörn a adus flota în Uppsala  pentru a pretinde tronul suedez, Harald a rupt jurământul și a fugit cu danezii săi, pentru a evita armata suedeză în Bătălia de la Fýrisvellir.
Ca o consecință, armata lui Harald a pierdut germanii de la Danevirke în 974, nemaiavând controlul Norvegiei iar germanii s-au stabilit înapoi în zona de frontieră dintre Scandinavia și Germania. Ei au fost alungați din Danemarca în 983 de către o alianță de soldați și de trupele loiale ale lui Harald, dar la scurt timp după, Harald a fost ucis în timpul unei rebeliuni conduse de fiul său,  Svend I. Se crede că acesta a murit în 986, cu toate că mai multe povești susțin că ar fi murit în anul 985.

## Căsătoria și copii
Cu Gyrid Olafsdottir, probabil în 950:
- Thyra Haraldsdatter, căsătorită cu Styrbjörn the Strong
- Svend I
- Haakon
- Gunhilde

Cu Thora, fiica lui Mistivir, în 970. 